# Zatolmin
Zatolmin este o localitate din comuna Tolmin, Slovenia, cu o populație de 332 de locuitori.